# Patrick Reichelt
Patrick Alcala Reichelt (Berlino Ovest, 15 giugno 1988) è un calciatore tedesco naturalizzato filippino, centrocampista o ala del Kuala Lumpur e della nazionale filippina.

## Biografia
Reichelt è nato a Berlino Ovest, da padre tedesco e madre filippina.

## Caratteristiche tecniche
Molto versatile, può essere schierato in una grande varietà di ruoli: ala destra o sinistra, trequartista, mezza punta e, all'occorrenza, terzino destro, suo ruolo originale.
La sua carriera è stata condizionata da diversi infortuni che ne hanno in parte pregiudicato il rendimento.

## Carriera

### Nazionale
Nonostante sia nato in Germania, Reichelt ha scelto di giocare con la maglia della nazionale filippina, con cui ha esordito il 5 settembre 2012 in un pareggio senza reti contro la Cambogia.
Membro stabile delle Filippine sia durante la gestione di Michael Weiß che quella di Thomas Dooley, nel 2019 è convocato da Sven-Göran Eriksson per prendere parte alla Coppa d'Asia 2019 negli Emirati Arabi Uniti.
Ormai uno dei senatori degli Azkals, mantiene il posto da titolare anche nella gestione del CT Scott Cooper, con il quale disputa il campionato dell'ASEAN 2020: delle quattro partite giocate dalle Filippine, eliminate al primo turno, Reichelt ne disputa tre, indossando per la prima volta la fascia da capitano contro la Birmania.

## Statistiche

### Cronologia presenze e reti in nazionale
| Cronologia completa delle presenze e delle reti in nazionale ― Filippine | Cronologia completa delle presenze e delle reti in nazionale ― Filippine | Cronologia completa delle presenze e delle reti in nazionale ― Filippine | Cronologia completa delle presenze e delle reti in nazionale ― Filippine | Cronologia completa delle presenze e delle reti in nazionale ― Filippine | Cronologia completa delle presenze e delle reti in nazionale ― Filippine | Cronologia completa delle presenze e delle reti in nazionale ― Filippine | Cronologia completa delle presenze e delle reti in nazionale ― Filippine |
| Data                                                                     | Città                                                                    | In casa                                                                  | Risultato                                                                | Ospiti                                                                   | Competizione                                                             | Reti                                                                     | Note                                                                     |
| ------------------------------------------------------------------------ | ------------------------------------------------------------------------ | ------------------------------------------------------------------------ | ------------------------------------------------------------------------ | ------------------------------------------------------------------------ | ------------------------------------------------------------------------ | ------------------------------------------------------------------------ | ------------------------------------------------------------------------ |
| 7-1-2019                                                                 | Dubai                                                                    | Corea del Sud                                                            | 1 – 0                                                                    | Filippine                                                                | Coppa d'Asia 2019 - 1º turno                                             | -                                                                        | 60’                                                                      |
| 11-1-2019                                                                | Abu Dhabi                                                                | Filippine                                                                | 0 – 3                                                                    | Cina                                                                     | Coppa d'Asia 2019 - 1º turno                                             | -                                                                        | 88’                                                                      |
| 16-1-2019                                                                | Dubai                                                                    | Kirghizistan                                                             | 3 – 1                                                                    | Filippine                                                                | Coppa d'Asia 2019 - 1º turno                                             | -                                                                        |                                                                          |
| 7-6-2021                                                                 | Sharja                                                                   | Cina                                                                     | 2 – 0                                                                    | Filippine                                                                | Qual. Mondiali 2022                                                      | -                                                                        |                                                                          |
| 11-6-2021                                                                | Sharja                                                                   | Filippine                                                                | 3 – 0                                                                    | Guam                                                                     | Qual. Mondiali 2022                                                      | -                                                                        |                                                                          |
| 15-6-2021                                                                | Sharja                                                                   | Filippine                                                                | 1 – 1                                                                    | Maldive                                                                  | Qual. Mondiali 2022                                                      | -                                                                        |                                                                          |
| 8-12-2021                                                                | Kallang                                                                  | Filippine                                                                | 1 – 2                                                                    | Singapore                                                                | AFF Suzuki Cup 2020                                                      | -                                                                        |                                                                          |
| 11-12-2021                                                               | Kallang                                                                  | Timor Est                                                                | 0 – 7                                                                    | Filippine                                                                | AFF Suzuki Cup 2020                                                      | 1                                                                        |                                                                          |
| 14-12-2021                                                               | Kallang                                                                  | Filippine                                                                | 1 – 2                                                                    | Thailandia                                                               | AFF Suzuki Cup 2020                                                      | 1                                                                        |                                                                          |
| 18-12-2021                                                               | Kallang                                                                  | Birmania                                                                 | 2 – 3                                                                    | Filippine                                                                | AFF Suzuki Cup 2020                                                      | -                                                                        | Cap.                                                                     |
| Totale                                                                   |                                                                          | Presenze                                                                 | 10                                                                       |                                                                          | Reti                                                                     | 2                                                                        |                                                                          |